# ヒストリック・ロイヤル・パレス
ヒストリック・ロイヤル・パレス（Historic Royal Palaces）は、イギリスで使用されていない宮殿を管理する独立系慈善団体である。
運営する主な宮殿を以下に挙げる。
- ロンドン塔
- ハンプトン・コート宮殿
- ケンジントン宮殿（マンション、オレンジェリー）
- ホワイトホール宮殿のバンケティング・ハウス
- クイーン・シャーロット・コテージと並ぶキュー宮殿
- ヒルズボロ城

元来、ヒストリック・ロイヤル・パレスは環境・食糧・農村地域省における執行機関として1989年に設立された。1998年に独立系慈善団体となり、「王位継承者（現在はチャールズ国王）」の代理として文化・メディア・スポーツ省長官から管理を請け負っている。なお、政府や英連邦王国からの資金助成はなく、来場者、会員、寄付者、ボランティア、および支援者からの援助に依存している。2014年-2015年会計年度には400万人以上が来場している。
バッキンガム宮殿やウィンザー城のような使用されていない宮殿は王室資産部門が維持管理しており、一部において一般公開されている。
ルーシー・ワースレイとトレーシー・ボーマンが共同で組織を監督している。
2017年よりジョン・バーンズが最高経営責任者を務めている。
2023年、マンチェスター大学はヒストリック・ロイヤル・パレスと提携し、ロイヤル・アーカイブスとロイヤル・コレクションを活用しながら、イギリス王室と奴隷制度に関連した調査を行うことになった。2026年までに研究を完了したいとしている。